# Joan Canals
Joan Canals Cunill (Badalona, Cataluña; 22 de junio de 1928-Ibidem, 1 de marzo de 2018) fue un baloncestista español.

## Biografía
Comenzó su trayectoria profesional, a los 16 años debutando en el conjunto parroquial del Sant Josep de su Badalona natal. Allí jugó seis años, hasta que en 1951 fichó por la penya, donde ganó dos títulos de copa. En 1956, fichó por el Barcelona con el que consiguió doblete —Liga Nacional y Copa— en la temporada 1958-59. Fue uno de los protagonistas de la primera edición de la Liga Nacional, disputada en 1957, con el FC Barcelona.
En 1960 llegó a ser entrenador-jugador del conjunto azulgrana, dirigiendo al equipo en la Copa de Europa.
Después de que el presidente Enric Llaudet desmantelara la sección de baloncesto del Barcelona, Joanet siguió jugando en el Barcelona, aunque en categorías inferiores, siendo él y Valbuena los únicos jugadores que siguen en el equipo, y volviendo el equipo a subir a la máxima categoría varios años después. En 1961, con 33 años, se retiró de la práctica activa del baloncesto. Es entonces cuando ejerció de entrenador tanto del Joventut como del Barcelona, y en 1977 fue el primer director de la Escuela de Baloncesto del Joventut de Badalona.
El 27 de diciembre de 2013 intervino en un programa-homenaje al primer director y fundador de la escuela de baloncesto del Club Joventut Badalona (1977), emitido por Teledeporte. 
El 18 de junio de 2022 se le puso su nombre, “Joan Canals”, a la pista de entrenamiento del Pabellón Olímpico de Badalona, lugar en el que juega el CJB, como homenaje y reconocimiento por su importante labor.

## Internacionalidades
Fue internacional con España en 24 ocasiones.
Participó en los siguientes eventos:
- Juegos Mediterráneos de 1955: 1 posición.[6]
- Eurobasket 1959: 15 posición.